# Calloplesiops
Calloplesiops is een geslacht van straalvinnige vissen uit de familie van rifwachters of rondkoppen (Plesiopidae). Het geslacht is voor het eerst wetenschappelijk beschreven in 1930 door Fowler & Bean.

## Soorten
- Calloplesiops altivelis (Steindachner, 1903) – Oogvlekrifwachter
- Calloplesiops argus Fowler & Bean, 1930